# Tullner Donaubrücke

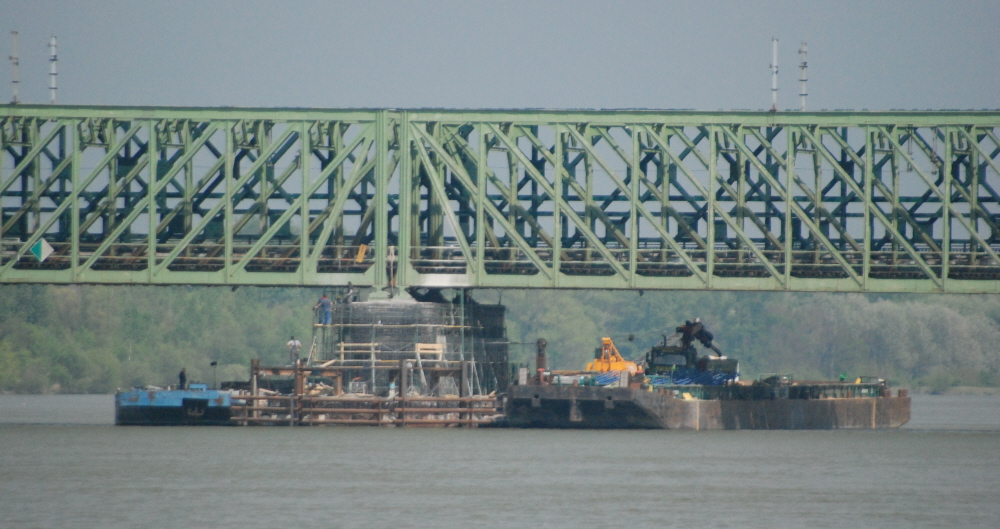
Arbeiten an einem der drei Brückenpfeiler

Die Tullner Donaubrücke in Niederösterreich quert bei Stromkilometer 1963,20 die Donau und besteht aus einer Eisenbahn- und einer Straßenbrücke.

## Geschichte

### Erste Brücke
Die am 23. Juni 1870 eröffnete Kaiser-Franz Josefs-Bahn wurde zunächst auf einer 438,7 Meter langen provisorischen Holzbrücke, mit vier Land- und 19 Mitteljochen, in Tulln über die Donau geführt. Erst 1872 wurde die Compagnie de Fives-Lille mit der Errichtung einer eisernen Brücke für den Eisenbahn- und Straßenverkehr beauftragt. Die 442,1 lange Brücke besaß fünf Öffnungen (2 × 81,60 m und 3 × 85,0 m), wog 2500 Tonnen und bestand aus belgischem Schweißeisen.
Zunächst wurde jedoch nur die Eisenkonstruktion für ein Bahngleis errichtet und 30. Mai 1874 in Betrieb genommen, die Baukosten betrugen 1.876.700 Gulden. Die Straßenbrücke wurde später auf Kosten des Landes Niederösterreich errichtet. Auf Anordnung der k.k. Militär-Baudirektion war einer der Strompfeiler mit einer Minenkammer zur Sprengung versehen.

### Neubauten
Materialschäden am Schweißeisen machten bereits 1890 eine Verstärkung der Schwellenträger der Eisenbahnbrücke notwendig. Nachdem 1898 unter hohen Kosten auch das zweite Gleis verlegt worden war, wurden schließlich 1899 auch diese Schwellenträger verstärkt. Aufgrund der stetig steigenden Zuggewichte zeigten sich bald zahlreiche Risse in der Eisenkonstruktion. Wegen des bedenklichen baulichen Zustandes der Brücke wurde ein eigener Blockposten eingerichtet, der die Befahrung der Brücke durch nur einen Zug sicherstellte. 1902 der Neubau der eisernen Brückenkonstruktion durch die k.k. Staatsbahnen beschlossen und in den Jahren 1903 bis 1905 durchgeführt. Die steinernen Brückenpfeiler blieben erhalten.
Um während des Neubaues der Brücke den Eisenbahnverkehr aufrechterhalten zu können, wurde die Fachwerkskonstruktion der neuen Eisenbahnbrücke an Stelle der bisherigen Straßenbrücke errichtet und die Gleisanschlüsse den neuen Gegebenheiten angepasst. Die ehemalige Eisenbahnbrücke wurde anschließend in eine Straßenbrücke umgebaut. Dieser Seitenwechsel machte zusätzlich noch eine Verschiebung des Tragwerks der bisherigen Eisenbahnbrücke und nunmehrigen Straßenbrücke um 40 Zentimeter stromabwärts notwendig. Der Umbau der Brücken wurde durch die Firmen Ignaz Gridl und R. Ph. Waagner in Wien durchgeführt, der Stahl kam aus den Erzherzog Friedrich´schen Eisenwerken in Teschen sowie von den Wittkowitzer Eisenwerken.
Die Brückenprobe wurde zwischen dem 15. Februar und 22. Februar 1905 durchgeführt. Der Bahnverkehr konnte am 28. Februar 1905 auf der neuen Brücke aufgenommen, im Mai 1905 konnte auch die umgebaute Straßenbrücke für den Verkehr freigegeben werden. In den Jahren 1937 bis 1939 wurde auch die Straßenbrücke durch einen von der Tullner Bauunternehmung Seidl errichteten Neubau ersetzt und im Februar 1939 eröffnet.

### Sprengung und Wiedererrichtung nach dem Zweiten Weltkrieg
Zu Ende des Zweiten Weltkrieges verließen die Truppen der Deutschen Wehrmacht Tulln und zogen sich nördlich der Donau zurück. Im Zuge der Taktik der verbrannten Erde wurde die Tullner Donaubrücke am 8. April 1945 um 19:50 Uhr gesprengt. Vier der fünf Tragwerke wurden dabei zerstört, sodass diese jeweils mit einem Ende auf einem Brückenpfeiler und dem anderen auf dem Grund der Donau auflagen. Nur eines der Brückentragwerke wurde lediglich leicht beschädigt. Ebenfalls zerstört wurde das Widerlager auf dem linken Donauufer.
Allgemeiner Materialmangel verhinderte den Bau einer komplett neuen Brücke und zwang die Konstrukteure, die Brückensanierung unter Verwendung der verbliebenen Brückenteile durchzuführen. Wegen des Zeitdrucks wurde davon abgegangen, die Tragwerksteile zu zerlegen, nicht mehr brauchbare Teile durch neue zu ersetzen und die Tullner Donaubrücke aus diesen Bestandteilen neu aufzubauen.
Am 20. Jänner 1947 wurde mit den Arbeiten zur Hebung des ersten Brückenfeldes begonnen. Zu diesem Zweck wurde oberhalb des Brückentragwerks ein Montagegerüst errichtet. Erst wurde jeweils eine Tragwerkshälfte gehoben und anschließend fixiert. Beschädigte Tragwerksteile wurden ausgebaut und durch neu angefertigte Teile ersetzt. Da das Ausmaß der jeweiligen Zerstörungen vorher nicht abschätzbar war, konnten die benötigten Teile erst vor Ort den Bedürfnissen angepasst werden. Am 10. Juni 1948 wurden die Arbeiten zur Wiederherstellung von vier Brückentragwerken abgeschlossen.
Gleichzeitig mit diesen Arbeiten wurde das fünfte Brückentragwerk zunächst abgebaut und anschließend komplett neu errichtet. Im Gegensatz zu den wiederhergestellten Brückentragwerken wurde dieses mit einem weitmaschigeren Strebefachwerk errichtet.
Das vollständig zerstörte Mauerwerk des sogenannten Absdorfer Widerlagers am linken Donauufer musste bis auf die Caissonoberfläche abgetragen werden und wurde durch eine Betonwand ohne Granitsteinverkleidung ersetzt.
Durchgeführt wurden die Arbeiten an der Wiederherstellung der Tullner Donaubrücke von der
- Waagner-Biro A.G. mit ihrer Werkstätte in Stadlau, der
- Bauunternehmung Pröll (Absdorfer Widerlager),
- Zimmermeister Frischauf in Tulln (Gerüstarbeiten) sowie der
- Gesellschaft für Bauarbeiten Buchecker & Co. (Anstricharbeiten).

Die feierliche Wiedereröffnung mit einem Eröffnungszug erfolgte am 15. September 1948 im Beisein von Bundeskanzler Leopold Figl und Landeshauptmann Josef Reither. Der planmäßige Zugverkehr wurde erst mit der Einführung des Winterfahrplans am 3. Oktober 1948 aufgenommen.
Im August bzw. September 1983 wurde die Brücke in Folge der Errichtung des Donaukraftwerks Greifenstein um rund 2,20 Meter angehoben.

### Neubau der Eisenbahnbrücke
Ab Juli 2008 wurden die Pfeiler der Tullner Donaubrücke saniert. Ab 22. März 2009 wurde die Eisenbahnbrücke gesperrt und komplett erneuert, wovon auch teilweise der Straßenverkehr betroffen war, der über die Rosenbrücke umgeleitet wurde. Die Verkehrsfreigabe der Tullner Donaubrücke für den Straßenverkehr erfolgte am 26. Oktober, die Aufnahme des Personenverkehrs auf dem neuen Tragwerk erfolgte am 27. Oktober 2009. Die Tragwerke der Eisenbahnbrücke wurden teils von den Ufern aus demontiert und teils im Mai mit Pontonschiffen ausgeschwommen und anschließend am Nordufer, wo auch die neuen Brückenteile montiert wurden, zerlegt.
Zwei neue Brückentragwerke von je 182 Meter Länge wurden am 17. Juni und 10. Juli 2009 ebenfalls durch Einschwimmen mittels Pontons montiert. Die beiden Randfelder wurden vom Ufer aus errichtet.
Zusätzlich zur Totalerneuerung des Tragwerks für die Eisenbahn wurden im Stadtgebiet von Tulln eine Brücke neu errichtet und drei weitere umgebaut.

## Beschreibung
Die 440 Meter lange Tullner Donaubrücke wurde aus einem zweigleisigen Eisenbahntragwerk sowie einem stromabwärtig gelegenen Tragwerk für eine zweispurige Straße und einen Gehweg errichtet. Jedes der Tragwerke wurde aus Fachwerksträgern konstruiert. Sie benutzen gemeinsam die Brückenpfeiler und die Widerlager.
Wegen der Nähe zum Stadtkern von Tulln wurde das neue Brückentragwerk mit Lärmschutzwänden und einer festen Fahrbahn ausgestattet. Die Gleisanlagen wurden in ein Kork-Bitumen-Granulat eingegossen.
Der Neubau des Brückentragwerkes ist Bestandteil der Reaktivierung der so genannten Tullner Westschleife.